# ترا (بالا لاريجان)
ترا (بالفارسية: ترا) هي قرية تقع في إيران في قسم بالا لاریجان الريفي. يقدر عدد سكانها بـ 93 نسمة بحسب إحصاء 2016.